# Johann Georg Koch
Johann Georg Koch (* 2. August 1952 in Kaufbeuren; † 11. Dezember 2007 ebenda) war ein deutscher Jurist. Von 2004 bis zu seinem Tod war er Präsident des Bayerischen Landeskriminalamtes (BLKA).
Koch studierte zunächst an der Universität Augsburg Rechtswissenschaften und war dort im Anschluss als wissenschaftlicher Assistent am Lehrstuhl für öffentliches Recht tätig. Später trat er in den bayerischen Staatsdienst ein und übernahm verschiedene Funktionen in der Inneren Verwaltung. Von 1993 an war er im Bayerischen Staatsministerium des Innern in der Polizeiabteilung tätig, zuletzt als Leiter des Sachgebietes Recht der Öffentlichen Sicherheit und Ordnung.
Mit Wirkung vom 1. Dezember 2001 wurde Koch Leiter des Führungsstabes im BLKA und ständiger Vertreter des Präsidenten Heinz Haumer. Nach dessen altersbedingtem Ausscheiden wurde er am 27. Oktober 2004 zum Nachfolger im Amt des Präsidenten ernannt. 
Johann Georg Koch starb an den Folgen einer langen schweren Krankheit.